# Оннель
Онне́ль (фр. Honnelles, валлон. Onele / Onèle, пикард. Onele) — коммуна в Валлонии, расположенная в провинции Эно, округ Монс, на границе с Францией. Принадлежит Французскому языковому сообществу Бельгии. На площади 43,65 км² проживают 4998 человек (плотность населения — 114 чел./км²), из которых 49,36 % — мужчины и 50,64 % — женщины. Средний годовой доход на душу населения в 2003 году составлял 12 158 евро.
Почтовый код: 7387. Телефонный код: 065.